# 假如…鐵查拉成為星爵？
〈假如…鐵查拉成為星爵？〉（英語：What If... T'Challa Became a Star-Lord?）是美國超級英雄類型的迷你網路動畫影集《無限可能：假如…？》第一季的第二集，改編自漫威的同名漫畫。本集为漫威電影宇宙的系列作品之一，與漫威電影宇宙系列電影處於同一架空世界和共同世界。本集故事發生於2014年電影《星際異攻隊》和2018年電影《黑豹》的平行時間線中，帝查拉替代彼得·奎爾成為星爵。本集由馬修·昌西（Matthew Chauncey）編劇，布萊恩·安德魯執導。
傑佛瑞·懷特為觀察者配音，以該角色的身份負責影集旁白。查德維克·博斯曼回歸聲演帝查拉，主要配音演員還包括麥可·魯克、喬許·布洛林、班尼西歐·狄奧·托羅、寇特·羅素、奧菲利亞·拉維邦德、凱莉·庫恩、湯姆·沃恩-勞勒、凱倫·吉蘭、吉蒙·韓蘇、約翰·卡尼、西恩·岡恩和克里斯·蘇利文。斯蒂芬·弗蘭克擔當動畫師。
〈假如…鐵查拉成為星爵？〉於2021年8月18日在Disney+首播。

## 劇情
1988年，受命於天神族伊果的勇度率領太空海盜「破壞者」前往地球尋找伊果的兒子彼得·奎爾。他們卻誤將瓦干達的王子帝查拉當成奎爾綁架，帝查拉同意加入破壞者前去探索銀河系。20年後，帝查拉成為知名星際大盜「星爵」，在廢棄星球莫拉格上成功獲得包含力量寶石的宇宙靈球。帝查拉和破壞者在酒吧遇上涅布拉和改邪歸正的薩諾斯，涅布拉提議眾人前去搶劫一種能夠改變生態系統的宇宙塵埃「創世餘火」。涅布拉和勇度於是前往知無領域與坦利亞·帝凡會面，帝查拉則躲藏在運輸箱內，隨同他們潛入帝凡的收藏室。帝查拉發現一艘瓦干達的太空船，獲得其父親帝查卡留下的尋找自己的訊息。涅布拉此時假裝背叛破壞者並與帝凡合作，聯手抓捕帝查拉和勇度等人。隨後，涅布拉暗中將帝查拉等人釋放，同時亦獲得「創世餘火」。帝查拉逃出監禁室，與勇度聯手對付帝凡。兩人將帝凡關進監禁室，並將他的命運交給他的助手卡琳娜。卡琳娜釋放出其他被監禁者，亟慾復仇的眾人將帝凡包圍。破壞者眾人前往地球上的瓦干達王國，帝查拉與父母和族人重逢。在地球的另外一處，已經長大成人的奎爾在一間餐廳工作，伊果前來與他交談。

## 製作

### 開發
2018年9月，漫威影業宣佈為迪士尼旗下在線流媒體平台Disney+開發數個限定影集。2019年3月，漫威確認製作一部基於漫畫《假如…？》改編的動畫影集。凱文·費吉將擔當這部獨立單元劇的製片人，影集講述如果系列電影中的關鍵時刻出現不同於影片中情況時會發生什麼，例如洛基能夠舉起索爾的雷霆戰鎚。曾在電影中出演主要角色的多位演員有望為動畫配音。2019年4月，迪士尼和漫威正式宣佈製作影集。導演布萊恩·安德魯於2018年與漫威影業的執行製片人布拉德·溫德鮑姆會面。2019年8月，A·C·布拉德利確定擔當首席編劇，布萊恩·安德魯確定擔當影集導演。影集的執行製片人包括布拉德·溫德鮑姆、凱文·費吉、路易斯·德·埃斯波西托（Louis D'Esposito）、維多莉亞·阿隆索、布萊恩·安德魯和A·C·布拉德利，凱莉·瓦聖納（Carrie Wassenaar）擔當製片人:2。本集標題為〈假如…鐵查拉成為星爵？〉（What If... T'Challa Became a Star-Lord?），由布萊恩·安德魯執導，馬修·昌西（Matthew Chauncey）編劇。本集故事發生於2014年電影《星際異攻隊》和2018年電影《黑豹》的平行時間線中。本集在片尾字幕中緬懷離世的查德維克·博斯曼。

### 選角

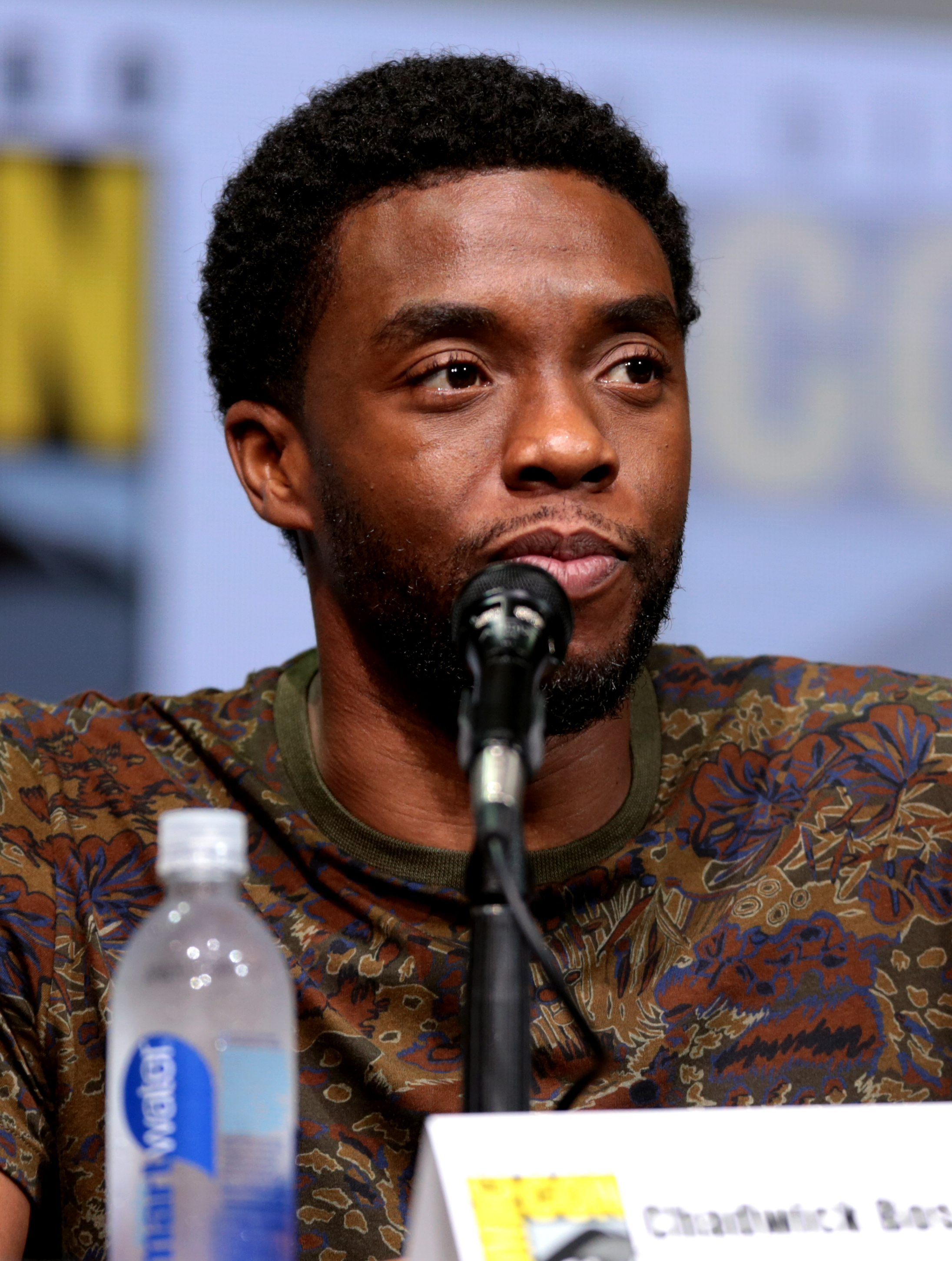
查德維克·博斯曼回歸聲演帝查拉／星爵

傑佛瑞·懷特為觀察者配音，以該角色的身份負責影集旁白。漫威繼續啟用曾在電影中出演主要角色的多名演員為動畫配音。2018年電影《黑豹》的主演查德維克·博斯曼回歸聲演帝查拉／星爵。2014年電影《星際異攻隊》中的多名演員回歸參演本集，喬許·布洛林聲演薩諾斯，班尼西歐·狄奧·托羅聲演坦利亞·帝凡／收藏者，賽斯·葛林聲演霍華鴨，西恩·岡恩聲演克拉格林，吉蒙·韓蘇聲演追尋者岡威，麥可·魯克聲演勇度，凱倫·吉蘭聲演涅布拉。此外，2017年電影《星際異攻隊2》中的演員克里斯·蘇利文回歸聲演電槍臉。

### 動畫
斯蒂芬·弗蘭克擔當動畫師。動畫中的人物造型基於電影中演員形象通過卡通渲染完成。儘管整部影集具有統一的動畫藝術風格，但是每集的調色等後期處理略有不同:4。

## 音樂
羅拉·卡普曼為本集作曲，音樂原聲帶於2021年8月23日由漫威音樂和好萊塢唱片聯合發行。
| 〈假如…鐵查拉成為星爵？〉音樂原聲帶 | 〈假如…鐵查拉成為星爵？〉音樂原聲帶 | 〈假如…鐵查拉成為星爵？〉音樂原聲帶 |
| 曲序                                | 曲目                                | 时长                                |
| ----------------------------------- | ----------------------------------- | ----------------------------------- |
| 1.                                  |                                     | 1:39                                |
| 2.                                  |                                     | 1:32                                |
| 3.                                  |                                     | 0:39                                |
| 4.                                  |                                     | 1:29                                |
| 5.                                  |                                     | 0:53                                |
| 6.                                  |                                     | 0:59                                |
| 7.                                  |                                     | 0:43                                |
| 8.                                  |                                     | 1:24                                |
| 9.                                  |                                     | 1:15                                |
| 10.                                 |                                     | 1:57                                |
| 11.                                 |                                     | 1:25                                |
| 12.                                 |                                     | 1:35                                |
| 13.                                 |                                     | 2:02                                |
| 14.                                 |                                     | 0:57                                |
| 15.                                 |                                     | 0:43                                |
| 16.                                 |                                     | 0:41                                |
| 17.                                 |                                     | 1:31                                |
| 18.                                 |                                     | 1:03                                |
| 总时长：                            | 总时长：                            | 22:35                               |

## 發行
〈假如…鐵查拉成為星爵？〉於2021年8月18日在Disney+首播。

## 迴響
〈假如…鐵查拉成為星爵？〉得到整體好評。根据評論匯總网站爛番茄汇总的5篇评论文章，100%的评论家给予该作正面评价，平均打分为9.7分（满分10分）。

## 備註
1. ↑  勇度選擇把這個任務交給手下執行，導致此時間點出現分岐點事件，分裂出一條全新的分支時間線，衍生出本集中不同於2014年電影《星際異攻隊》和2018年電影《黑豹》的後續故事。

## 資料來源
1. ↑  Kroll, Justin. . Variety. 2018-09-18  [2018-09-18]. （原始内容存档于2018-09-19） （美国英语）.
2. 1 2  Sciretta, Peter. . /Film. 2019-03-12  [2019-03-20]. （原始内容存档于2019-03-20） （美国英语）.
3. ↑  Dinh, Christine. . Marvel.com. 2019-04-12  [2021-07-29]. （原始内容存档于2019-04-12） （美国英语）.
4. ↑  Ashaari, Alleef. . Kakuchopurei. 2021-08-02  [2021-08-02]. （原始内容存档于2021-08-02） （美国英语）.
5. ↑  Radulovic, Petrana. . Polygon. 2019-08-24  [2019-08-24]. （原始内容存档于2019-08-24） （美国英语）.
6. 1 2   (PDF). Disney Media and Entertainment Distribution. 2021-07-30  [2021-08-01]. （原始内容存档 (PDF)于2021-08-01） （美国英语）.
7. 1 2 3  Barsanti, Sam. . The A.V. Club. 2021-08-18  [2021-08-18]. （原始内容存档于2021-08-18） （美国英语）.
8. ↑  Chauncey, Matt. . . 第1季. 第2集. 2021-08-18  [2021-08-19]. Disney+. （原始内容存档于2021-08-18） （美国英语）.片尾演職員表於30:16開始。
9. ↑  D'Alessandro, Anthony. . Deadline Hollywood. 2021-08-01  [2021-08-01]. （原始内容存档于2021-08-01） （美国英语）.
10. 1 2  Gallagher, Simon. . Screen Rant. 2021-08-18  [2021-08-18]. （原始内容存档于2021-08-18） （美国英语）.
11. ↑  Arrant, Chris. . Newsarama. 2020-04-15  [2020-04-17]. （原始内容存档于2020-04-17） （美国英语）.
12. ↑  Jones, Marcus. . Entertainment Weekly. 2019-08-23  [2019-08-24]. （原始内容存档于2019-08-24） （美国英语）.
13. ↑  Salazar, Andrew J. . Discussing Film. 2019-09-06  [2019-09-27]. （原始内容存档于2019-09-22） （美国英语）.
14. 1 2  . Film Music Reporter. 2021-08-22  [2021-08-23]. （原始内容存档于2021-08-23） （美国英语）.
15. ↑  . The Futon Critic.   [2021-08-18]. （原始内容存档于2021-08-18） （美国英语）.
16. ↑  . Rotten Tomatoes. Fandango Media.   [2021-09-03] （美国英语）.

## 外部連結
- 互联网电影数据库上假如…鐵查拉成為星爵？的资料（英文）